# Gabriel de Broglie
Gabriel-Marie-Joseph-Anselme de Broglie-Revel (n. 21 aprilie 1931, Versailles, Seine-et-Oise, Franța – d. 8 ianuarie 2025, Paris, Métropole du Grand Paris, Franța) a fost un istoric și om de stat francez, membru al Academiei Franceze (din 2001) și membru de onoare al Academiei Române (din 2007).

## Biografie

### Familie
Provenit din ramura mai tânără a familiei de Broglie, cunoscută ca «de Rethel», a casei princiare de Broglie, Gabriel de Broglie este fiul lui Édouard de Broglie și Alix Le Bas de Courmont.
În 1953, s-a căsătorit cu Diane Desmier d'Archiac de Bryas (născută în 1932), cu care a avut doi copii: Charles-Édouard (născut în 1954, căsătorit cu Laure Mallard de La Varende, nepoata lui Jean de La Varende), și Priscilla (născută în 1955, căsătorită cu Édouard de Pradel de Lamaze, avocat la Paris).